# Краусс, Рольф
Рольф Кра́усс (нем. Rolf Krauss; род. 11 ноября 1942, Гейдельберг) — немецкий египтолог, куратор-искусствовед.
В 1975—1981 годах Краусс учился в Гейдельбергском университете и Свободном университете Берлина. В 1981 году защитил в Берлине докторскую диссертацию по теме «Проблемы древнеегипетского календаря и хронология Среднего и Нового царства в Египте». В 1982 году поступил на работу в Государственные музеи Берлина, служил в берлинском Египетском музее, а с 2001 и до выхода в отставку в 2007 году — в Музее доисторического периода и ранней истории. Занимался преподавательской деятельностью в Гамбургском и Берлинском университетах. В 1998—1999 являлся приглашённым профессором Базельского университета.
Краусс является признанным специалистом по хронологии и астрономии Древнего Египта. Впервые обратил на себя внимание общественности своей книгой «Загадка Моисея», в которой высказывается идея тождественности Моисея с Мессуи, царским сыном Куша и узурпатором Верхнего Египта.
В 2009 году Краусс вновь оказался в центре внимания общественности, выдвинув гипотезу о том, что Каирский складной алтарь, доставшийся Египту в январе 1913 года при разделе находок амарнской экспедиции Германского восточного общества, является подделкой, заказанной её руководителем Людвигом Борхардтом для того, чтобы бюст Нефертити достался германской стороне. Дитрих Вильдунг, в то время директор Египетского музея в Берлине, решительно отверг эти подозрения, тем не менее Кристиан Э. Лёбен из Музея Августа Кестнера разделил мнение Краусса. Рольф Краусс первым из археологов применил в исследовании бюста геометрический подход и выявил расчёт, конструированность искусственной красоты бюста Нефертити.

## Сочинения
- Das Ende der Amarnazeit. Beiträge zur Geschichte und Chronologie des Neuen Reiches (= Hildesheimer ägyptologische Beiträge. Bd. 7). Gerstenberg, Hildesheim 1978, 2. Auflage 1981, ISBN 3-8067-8036-6.
- Sothis- und Monddaten. Studien zur astronomischen und technischen Chronologie Altägyptens (= Hildesheimer ägyptologische Beiträge. Bd. 20). Gerstenberg, Hildesheim 1985
- 1913-1988. 75 Jahre Büste der NofretEte — Nefret-iti in Berlin. 2 Teile. In: Jahrbuch Preußischer Kulturbesitz. Bd. 24, 1987, ISSN 0342-0124, S. 87-124 und Bd. 28, 1991, S. 123—157 (mit keinen Zweifeln an der Echtheit).
- Astronomische Konzepte und Jenseitsvorstellungen in den Pyramidentexten (= Ägyptologische Abhandlungen. Bd. 59). Harrassowitz, Wiesbaden 1997, ISBN 3-447-03979-5
- Das Moses-Rätsel. Auf den Spuren einer biblischen Erfindung. Ullstein, München 2001, ISBN 3-550-07172-8.
- mit Erik Hornung und David A. Warburton (Hrsg.): Ancient Egyptian Chronology Sect. 1, Vol. 83). Brill Academic Publishers, Leiden u. a. 2006, ISBN 90-04-11385-1.